# Número congruente

Triángulo rectángulo con área 6, un número congruente

En teoría de números, un número congruente es un número entero positivo que representa el área de un triángulo rectángulo cuyos tres lados tienen longitudes que son números racionales. Una definición más general incluye todos los números racionales positivos con esta propiedad.
La secuencia de números (enteros) congruentes comienza con
5, 6, 7, 13, 14, 15, 20, 21, 22, 23, 24, 28, 29, 30, 31, 34, 37, 38, 39, 41, 45, 46, 47, 52, 53, 54, 55, 56, 60, 61, 62, 63, 65, 69, 70, 71, 77, 78, 79, 80, 84, 85, 86, 87, 88, 92, 93, 94, 95, 96, 101, 102, 103, 109, 110, 111, 112, 116, 117, 118, 119, 120, ... (sucesión A003273 en OEIS)
| n | 1   | 2   | 3   | 4   | 5   | 6   | 7   | 8   |
| - | --- | --- | --- | --- | --- | --- | --- | --- |
|   | —   | —   | —   | —   | C   | C   | C   | —   |
| n | 9   | 10  | 11  | 12  | 13  | 14  | 15  | 16  |
|   | —   | —   | —   | —   | C   | C   | C   | —   |
| n | 17  | 18  | 19  | 20  | 21  | 22  | 23  | 24  |
|   | —   | —   | —   | S   | C   | C   | C   | S   |
| n | 25  | 26  | 27  | 28  | 29  | 30  | 31  | 32  |
|   | —   | —   | —   | S   | C   | C   | C   | —   |
| n | 33  | 34  | 35  | 36  | 37  | 38  | 39  | 40  |
|   | —   | C   | —   | —   | C   | C   | C   | —   |
| n | 41  | 42  | 43  | 44  | 45  | 46  | 47  | 48  |
|   | C   | —   | —   | —   | S   | C   | C   | —   |
| n | 49  | 50  | 51  | 52  | 53  | 54  | 55  | 56  |
|   | —   | —   | —   | S   | C   | S   | C   | S   |
| n | 57  | 58  | 59  | 60  | 61  | 62  | 63  | 64  |
|   | —   | —   | —   | S   | C   | C   | S   | —   |
| n | 65  | 66  | 67  | 68  | 69  | 70  | 71  | 72  |
|   | C   | —   | —   | —   | C   | C   | C   | —   |
| n | 73  | 74  | 75  | 76  | 77  | 78  | 79  | 80  |
|   | —   | —   | —   | —   | C   | C   | C   | S   |
| n | 81  | 82  | 83  | 84  | 85  | 86  | 87  | 88  |
|   | —   | —   | —   | S   | C   | C   | C   | S   |
| n | 89  | 90  | 91  | 92  | 93  | 94  | 95  | 96  |
|   | —   | —   | —   | S   | C   | C   | C   | S   |
| n | 97  | 98  | 99  | 100 | 101 | 102 | 103 | 104 |
|   | —   | —   | —   | —   | C   | C   | C   | —   |
| n | 105 | 106 | 107 | 108 | 109 | 110 | 111 | 112 |
|   | —   | —   | —   | —   | C   | C   | C   | S   |
| n | 113 | 114 | 115 | 116 | 117 | 118 | 119 | 120 |
|   | —   | —   | —   | S   | S   | C   | C   | S   |

Por ejemplo, 5 es un número congruente porque es el área de un triángulo de lados (20/3, 3/2, 41/6). De manera similar, 6 es un número congruente porque es el área de un triángulo (3,4,5). En cambio, 3 y 4 no son números congruentes.
Si q es un número congruente, entonces s2q también es un número congruente para cualquier número natural s (simplemente multiplicando cada lado del triángulo por s), y viceversa. Esto lleva a la observación de que si un número racional distinto de cero q es un número congruente depende solo de su residuo en el grupo
{\displaystyle \mathbb {Q} ^{*}/\mathbb {Q} ^{*2}},
donde {\displaystyle \mathbb {Q} ^{*}} es el conjunto de números racionales distintos de cero.
Cada clase de residuo en este grupo contiene exactamente un entero libre de cuadrados y, por lo tanto, es común considerar solo números enteros positivos libres de cuadrados cuando se habla de números congruentes.

## Problema de los números congruentes
La cuestión de determinar si un número racional dado es un número congruente se denomina problema de los números congruentes. Este problema no se ha resuelto con éxito (a fecha de 2019). El teorema de Tunnell proporciona un criterio fácilmente comprobable para determinar si un número es congruente; pero su resultado se basa en la conjetura de Birch y Swinnerton-Dyer, que aún no se ha probado.
El teorema del triángulo rectángulo de Fermat, llamado así por Pierre de Fermat, establece que ningún cuadrado perfecto puede ser un número congruente. Sin embargo, en la forma de que todo congruum (la diferencia entre elementos consecutivos en una progresión aritmética de tres cuadrados) no es un cuadrado, ya era conocido (sin demostración) por Leonardo de Pisa. Todo congruum es un número congruente, y todo número congruente es el producto de un congruum y el cuadrado de un número racional. Sin embargo, determinar si un número es un congruum es mucho más fácil que determinar si es congruente, porque hay una fórmula parametrizada para los congrua para la que solo se necesita probar un número finito de valores de parámetros.

## Soluciones
n es un número congruente si y solo si el sistema
{\displaystyle x^{2}-ny^{2}=u^{2}}, {\displaystyle x^{2}+ny^{2}=v^{2}}
tiene una solución donde {\displaystyle x,y,u} y {\displaystyle v} son números enteros.
Dada una solución, los tres números {\displaystyle u^{2}}, {\displaystyle x^{2}} y {\displaystyle v^{2}} formarán una progresión aritmética con diferencia común {\displaystyle ny^{2}}.
Además, si hay una solución (donde los lados derechos son cuadrados), entonces hay infinitas: dada cualquier solución {\displaystyle (x,y)},
otra solución {\displaystyle (x',y')} se puede calcular a partir de
{\displaystyle x'=(xu)^{2}+n(yv)^{2}},
{\displaystyle y'=2xyuv}.
Por ejemplo, con {\displaystyle n=6}, las ecuaciones son:
{\displaystyle x^{2}-6y^{2}=u^{2}},
{\displaystyle x^{2}+6y^{2}=v^{2}}.
Una solución es {\displaystyle x=5,y=2} (de modo que {\displaystyle u=1,v=7}). Otra solución es
{\displaystyle x'=(5\cdot 1)^{2}+6(2\cdot 7)^{2}=1201},
{\displaystyle y'=2\cdot 5\cdot 2\cdot 1\cdot 7=140}.
Con estos nuevos valores de {\displaystyle x} e {\displaystyle y}, los valores de la derecha siguen siendo cuadrados:
{\displaystyle u^{2}=1201^{2}-6\cdot 140^{2}=1324801=1151^{2}}
{\displaystyle v^{2}=1201^{2}+6\cdot 140^{2}=1560001=1249^{2}}.
Dados {\displaystyle x,y,u} y {\displaystyle v}, se pueden obtener {\displaystyle a,b} y {\displaystyle c} tales que
{\displaystyle a^{2}+b^{2}=c^{2}} y {\displaystyle {\frac {ab}{2}}=n}
de
{\displaystyle a={\frac {v-u}{y}}}, {\displaystyle b={\frac {v+u}{y}}}, {\displaystyle c={\frac {2x}{y}}}.
Entonces {\displaystyle a,b} y {\displaystyle c} son los catetos y la hipotenusa de un triángulo rectángulo de área {\displaystyle n}.
Los valores anteriores {\displaystyle (x,y,u,v)=(5,2,1,7)} producen {\displaystyle (a,b,c)=(3,4,5)}. Los valores {\displaystyle (1201,140,1151,1249)} dan {\displaystyle (a,b,c)=(7/10,120/7,1201/70)}. Ambos triángulos rectángulos tienen área {\displaystyle n=6}.

## Relación con las curvas elípticas
La cuestión de si un número dado es congruente resulta ser equivalente a la condición de que cierta curva elíptica tenga rango positivo. A continuación se presenta un enfoque alternativo a esta idea (como también se puede encontrar esencialmente en la introducción al artículo de Tunnell).
Supóngase que a, b, c son números (no necesariamente positivos o racionales) que satisfacen las siguientes dos ecuaciones:
{\displaystyle {\begin{matrix}a^{2}+b^{2}&=&c^{2},\\{\tfrac {1}{2}}ab&=&n.\end{matrix}}}
Luego, se establece que x = n(a+c)/b y y = 2n2(a+c)/b2.
Mediante un cálculo se demuestra que
{\displaystyle y^{2}=x^{3}-n^{2}x}
e y no es 0 (si y = 0 entonces a = -c, entonces b = 0, pero (1⁄2)ab = n es distinto de cero, una contradicción).
Por el contrario, si x y y son números que satisfacen la ecuación anterior y y no es 0, entonces
a = (x2 - n2)/y,
b = 2nx/y y c = (x2 + n2)/y. Mediante cálculo se demuestra que estos tres números satisfacen las dos ecuaciones para los a, b y c anteriores.
Estas dos correspondencias entre (a,b,c) y (x,y) son inversas entre sí, por lo que
se tiene una correspondencia uno a uno entre cualquier solución de las dos ecuaciones en a, b y c y cualquier solución de la ecuación en x e y con y distinto de cero. En particular, de las fórmulas en las dos correspondencias, para n racional se comprueba que a, b y c son racionales si y solo si los correspondientes x e y son racionales, y viceversa.
También se tiene que a, b y c son todos positivos si y solo si x e y son todos positivos;
de la ecuación y2 = x3 - xn2 = x(x2 - n2)
se deduce que si x e y son positivos, entonces x2 - n2 debe ser positivo, por lo que la fórmula para
a anterior da un valor positivo.
Por lo tanto, un número racional positivo n es congruente si y solo si la ecuación
y2 = x3 - n2x
tiene un punto racional con y distinto de 0.
Se puede demostrar (como una aplicación del teorema de Dirichlet sobre números primos en progresión aritmética) que los únicos puntos de torsión en esta curva elíptica son aquellos con y igual a 0, por lo tanto, la existencia de un punto racional con y distinto de cero equivale a decir que la curva elíptica tiene rango positivo.
Otro enfoque para resolver es comenzar con el valor entero de n denotado como N y resolver
{\displaystyle N^{2}=ed^{2}+e^{2}}
donde
{\displaystyle {\begin{matrix}c&=&n^{2}/e+e\\a&=&2n\\b&=&n^{2}/e-e\end{matrix}}}

## Soluciones más pequeñas
David Goldberg ha calculado números libres de cuadrados congruentes menores que 104, junto con los valores correspondientes de a y b.

## Progreso actual
Se ha trabajado mucho clasificando números congruentes.
Por ejemplo, se sabe que para un número primo p, se cumple lo siguiente:
- Si p ≡ 3 (mod 8), entonces p no es un número congruente, pero 2p es un número congruente.
- Si p ≡ 5 (mod 8), entonces p es un número congruente.
- Si p ≡ 7 (mod 8), entonces p y 2p son números congruentes.

También se sabe que en cada una de las clases de congruencia 5, 6, 7 (mod 8), para cualquier k dado hay infinitos números congruentes libres de cuadrados con k factores primos.